# اونتروت
اونتروت (به آلمانی: Unterroth) یک شهر در آلمان است که در نوی-اولم واقع شده‌است. اونتروت ۹۶۷ نفر جمعیت دارد.